# جوناثان فيراري
جوناثان فيراري (بالإسبانية: Jonathan Ferrari)‏ (8 مايو 1987 بوينس آيرس الأرجنتين - ) هو لاعب كرة قدم أرجنتيني، يلعب كمدافع، لعب 97 مباراة وسجل 7 أهداف.

## مسيرته

### مسيرته مع الأندية
- 2006 - 2010 لعب مع نادي أتليتكو للبنين [الإنجليزية]‏ 58 مباراة سجل خلالها 4 أهداف.
- 2011 - 2012 لعب مع نادي سان لورينزو 15 مباراة سجل خلالها هدف.
- 2014 - 2014 لعب مع نادي فيتوريا 5 مباريات سجل خلالها هدفين.
- 2014 - 2015 لعب مع أتليتيكو رافائيلا 11 مباراة.
- 2015 - 2015 لعب مع روزاريو سنترال 3 مباريات.
- 2016 - ?? لعب مع أتلتيكو باتروناتو 5 مباريات.

## روابط خارجية
- جوناثان فيراري على موقع قاعدة بيانات كرة القدم.إي يو (الإنجليزية)
- جوناثان فيراري على موقع Soccerway.com (الإنجليزية)